# 에리히 루덴도르프
에리히 프리드리히 빌헬름 루덴도르프(독일어: Erich Friedrich Wilhelm Ludendorff, 1865년 12월 31일 ~ 1937년 12월 30일)는 제1차 세계 대전 중에 리에주 요새 공방전과 파울 폰 힌덴부르크와 함께 한 타넨베르크 전투에서 승리를 거둔 독일 제국 육군 장교였다. 1916년 8월부터 루덴도르프는 제1장군부관감(Erster Generalquartiermeister)이 되어 힌덴부르크와 함께 1918년 10월에 사임할 때까지 독일군을 이끌었다.

## 어린 시절
루덴도르프는 포젠주의 포젠(지금은 포즈난) 근처 크루스제브니아에서 포메라니아의 상인 가문 출신인 아우구스트 빌헬름 루덴도르프의 6명의 자녀들 중 세째로 태어났다. 아우구스트는 지주였으며, 예비 기병대에서 복무 중이었다. 에리히의 어머니인 클라라 지네테 헨리에테 폰 템펠호프(Klara Jeanette Henriette von Tempelhoff, 1840년 ~ 1914년)는 가난한 귀족 출신인 프리드리히 아우구스트 나폴레온 폰 템펠호프(Friedrich August Napoleon von Tempelhoff , 1804년 ~ 1868년)와 지네테 빌헬미네 폰 짐보브스카(Jeannette Wilhelmine von Dziembowska, 1816년 ~ 1854년) 사이에서 태어난 딸이었다. 에리히 루덴도르프의 할머니인 지네테 빌헬미네 폰 짐보브스카는 아버지쪽으로 독일계 폴란드인 지주 계급 출신으로서 이를 통해 에리히 루덴도르프는 실레지아 공작와 브란덴부르크 선거후의 먼 후손었다. 에리히는 작은 가족 농장에서 자라면서 안정되고 편한 어린 시절을 보냈다고 회고한다. 그는 초등 교육을 외삼촌으로부터 받았고, 수학에 열정을 가졌다.
평생 동안 자신을 이끈 비범한 직업 윤리와 수학을 잘했던 덕분에 에리히는 플뢴에 있는 수도원 학교에 입학했다. 우수한 성적으로 입학 시험을 통과하면서 에리히는 동갑내기들보다 2년이나 월반했고, 그 후 반에서 시종일관 1등을 했다. 하인츠 구데리안도 에리히 루덴도르프와 같은 수도원 학교를 다녔는데, 이 수도원학교는 많은 우수한 독일 장교를 배출했다.
루덴도르프는 자신이 귀족출신임에도 불구하고, 평민인 마르가레테 네 슈미트(Margarete née Schmidt, 1875년 ~ 1936년)와 결혼했다.

## 군에서의 진급

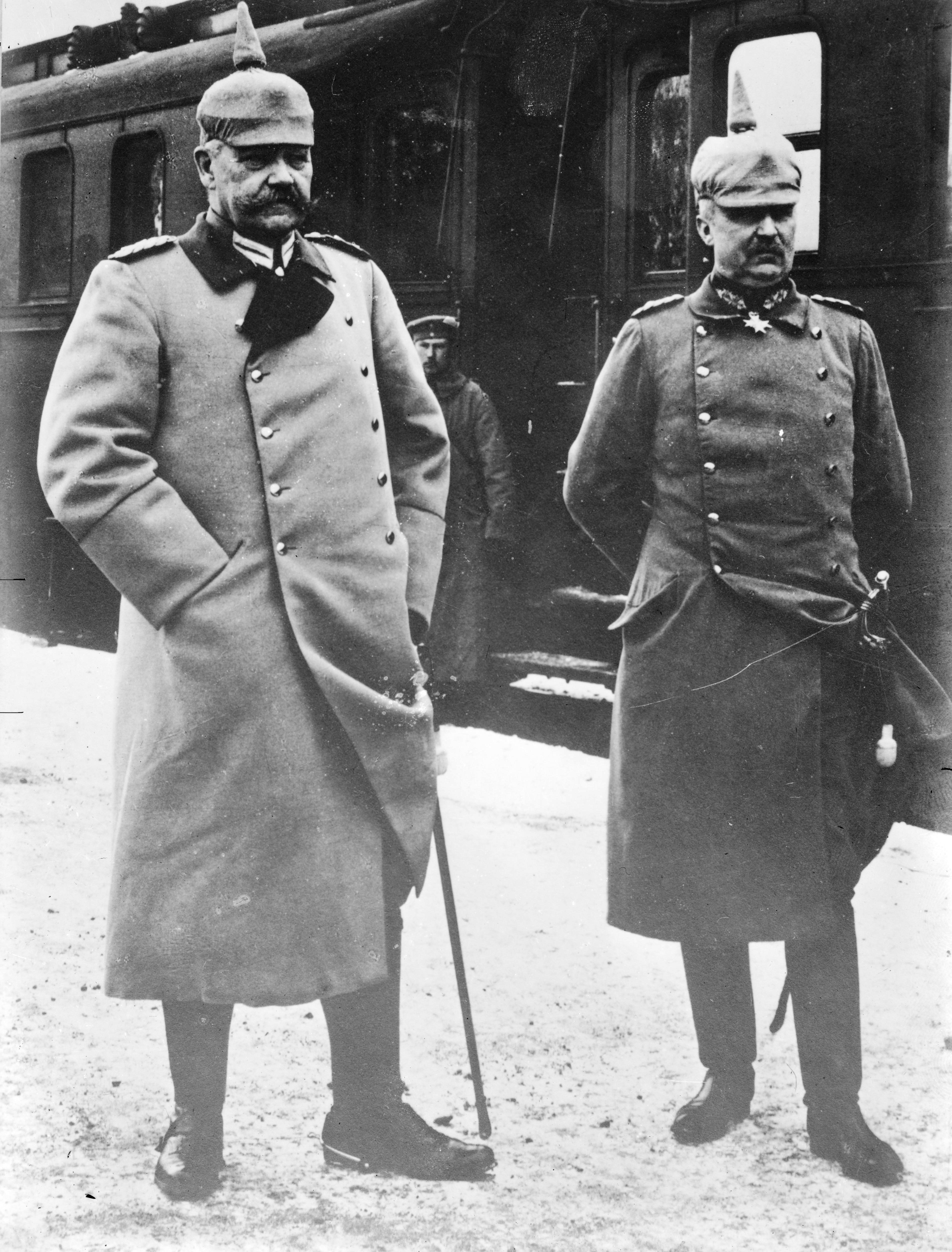
파울 폰 힌덴부르크와 루덴도르프

1885년, 루덴도르프는 소위로 베젤에 주둔하고 있던 57 보병연대에 입대했다. 8년이 넘는 시간 동안 루덴도르프는 킬과 빌헬름스하펜의 2해군보병대대와 프랑크푸르트 (오데르)에 주둔한 8근위척탄병연대에서 중위로 근무했다. 루덴도르프의 복무 기록을 보면, 그는 상당히 우수한 장교였다. 1893년, 루덴도르프는 그를 장군참모로 추천한 메켈 장군이 교장으로 있는 전쟁대학에 입학했다. 1894년에 장군참모가 되었고, 동기생 중에서 가장 빠르게 1902년 ~ 1904년까지 5군단 사령부에서 수석 참모가 되었다. 1905년, 폰 슐리펜 휘하에서 베를린에 참모본부 2과로 부임하여 1904년 ~ 1913년 사이 기동과를 책임졌다. 1911년, 루덴도르프는 중령이 되었다.
루덴로드프는 슐리펜 계획의 세부 사항 평가 작업에 참여하여 벨기에의 요새 도시인 리에쥬 주변의 요새 평가 작업을 수행했다. 메우 중요하게도 루덴도르프는 그가 내다본 전쟁을 독일 육군이 준비하도록 시도했다. 1912년 선거에서 다수당이 된 사회민주당은 드물게도 예비군을 설립하거나 크룹사의 중포같은 신병기를 확보하는 것 같은 군비 확충에 우선권을 부여했다. 이런 군비 증강은 독일 제국 해군에 주로 배당되었다. 루덴도르프는 퇴역한 카임 장군을 통해 의회에 영향력을 미치고자 시도했다. 마침내 전쟁성은 루덴도르프의 선동에 대한 정치 압력에 굴복하여 1913년 1월에 참모본부에서 해임하고, 뒤셀도르프에 주둔한 39 저지라인 퓨질리어 연대를 지휘하는 연대장으로 임명했다. 루덴도르프는 군에서 전망이 없을 것 같지만, 중요한 자리를 차지하게 될 것이라고 확신했다.

### 그 당시에 대한 평가
미국의 역사학자 바바라 터치맨 은 그녀의 책 《8월의 포성(The Guns of August)》에서 루덴도르프를 일에 대한 열정과 완고한 성격(granite character)을 가진 슐리펜의 수제자로 묘사하고 있다. 그는 일부러 친구를 사귀지 않았고 가까이 하기 힘든 인물이었으며, 사람들이 그를 좋아하거나 알려지지 않은 채였다. 그가 고위직에 있을 당시 일화나 회고록 같은 기록이 부족하여 루덴도르프는 어두운 면이 없는 사람이었다.
그렇지만 존 리(John Lee)는 루덴도르프가 그의 소총병들에게는 "완벽한 연대 지휘관이며..... 젊은 장교들은 그를 숭배하게 되었다"라고 기록했다.

## 제1차 세계 대전

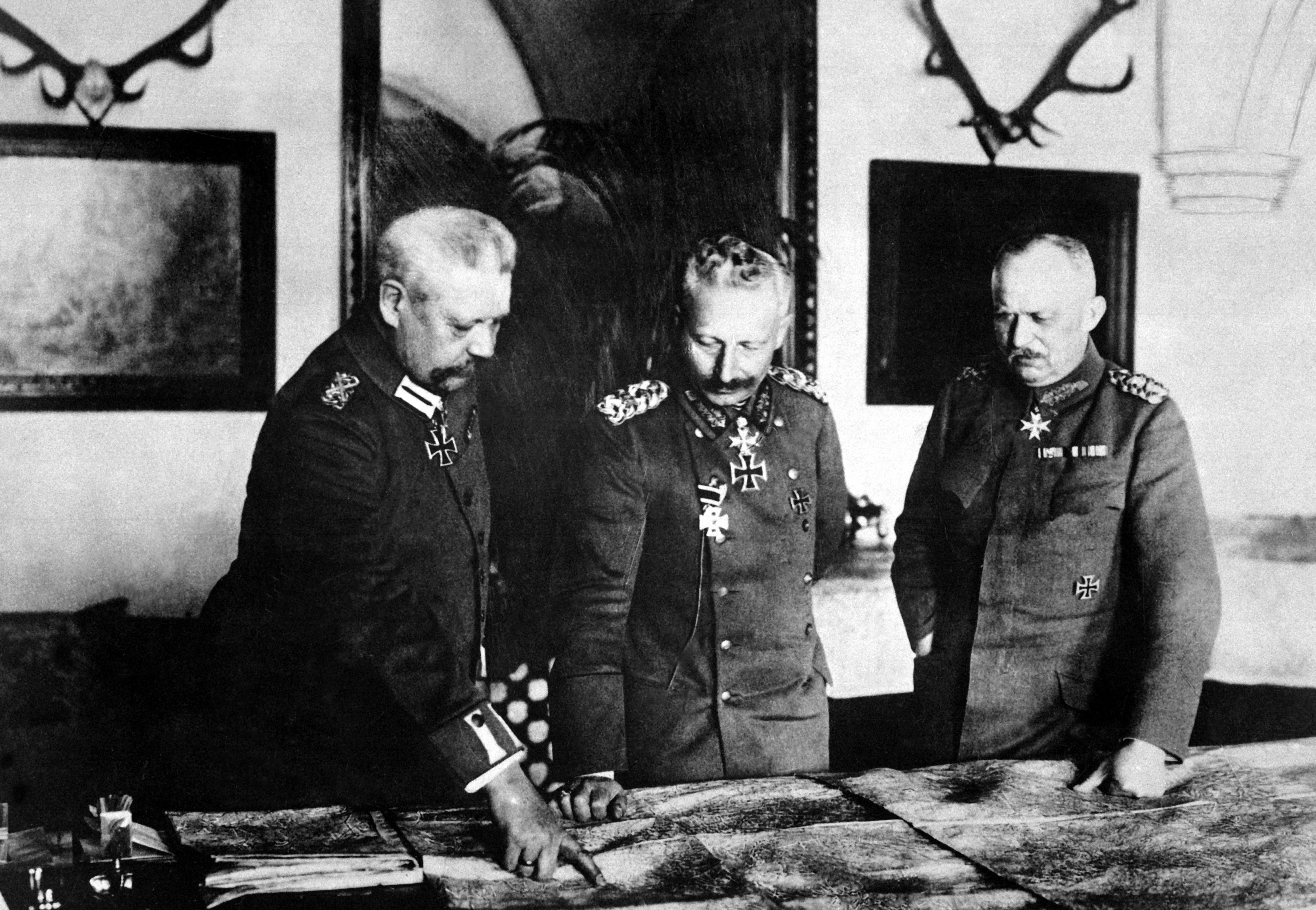
힌덴부르크, 빌헬름2세 황제, 그리고 루덴도르프. 1917년 1월

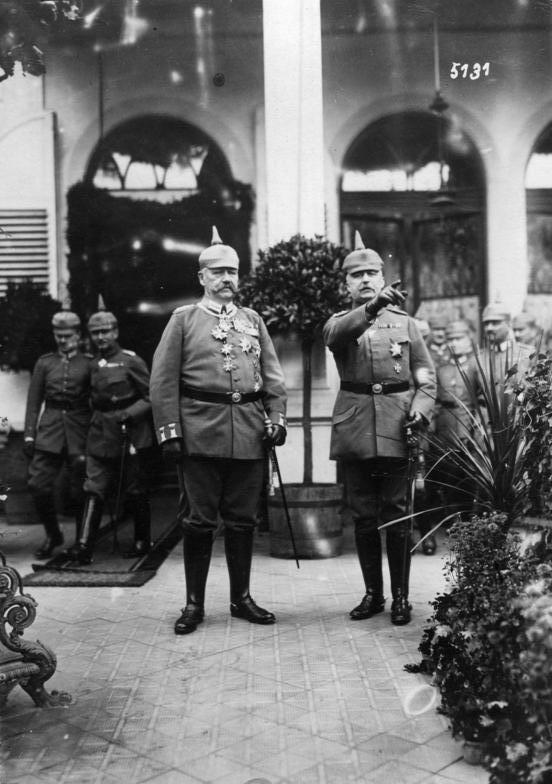
1917년 힌덴부르크와 루덴도르프

### 전쟁 초반 - 타넨베르크 전투
1914년 4월, 루덴도르프는 소장으로 진급했고, 스트라스부르를 모기지로 하고 있는 85보병여단 여단장이 되었다.
제1차 세계 대전이 발발하면서 루덴도르프는 카를 폰 뷜로브 장군이 지휘하는 독일 2군의 부참모장으로 임명되었다. 그가 맡은 임무는 벨기에 리에주 주변 12개 요새를 조사하는 예전 임무와 지식때문이었다. 1914년 8월 초 독일군 공격은 프랑스를 침공하는 슐리펜 계획에 따라 개시되었으며 루덴도르프는 이때 전국 인지도를 가지게 되었다.
독일군은 리에주에서 최초의 큰 좌절을 겪는다. 벨기에군 포병대와 기관총은 정면 돌격을 시도하는 독일군 수천명을 사살했다. 8월 5일, 루덴도르프는 여단장이 전사한 14여단의 지휘권을 인수했다. 루덴도르프는 리에주를 고립시킨 후 중포 지원을 요청했다. 8월 16일에 이르러 루덴도르프는 리에주 주변 모든 요새를 점령했고, 독일 1군은 진격을 개시했다. 리에주의 영웅이 된 루덴도르프는 8월 22일에 빌헬름 2세 황제로부터 직접 독일군 최고 무공 훈장인 푸어 르 메리트 훈장을 수여받았다.
한편 러시아는 슐리펜 계획에서 예상했던 것보다 훨씬 빠르고 효율있게 군대를 동원하고 있었다. 동프로이센의 독일군은 러시아군이 쾨니히스베르크로 진격해오자 후퇴하고 있었다. 리에주 함락 1주일 후, 루덴도르프는 벨기에의 2번째 요새 지대인 나무르에 대한 공격을 준비하고 있었는데 갑자기 황제로부터 동부 전선에 8군 참모장으로 부임하라는 명령을 받았다.
루덴도르프는 퇴역했다가 막시밀리안 폰 프리트비츠 장군을 대신하여 재소집된 파울 폰 힌덴부르크와 함께 동프로이센을 포기할 것을 제안했다. 힌덴부르크는 타넨베르크 전투와 마주리안 호수 전투를 성공시킨 작전 계획 수립 과정에서 루덴도르프와 막스 호프만 중령에게 많이 의존했다. 1914년 11월에 벌어진 우치 전투 후에 루덴도르프는 중장으로 승진했다.
1916년 8월, 독일군 참모총장 에리히 폰 팔켄하인이 베르됭 전투 실패로 사임하고, 파울 폰 힌덴부르크가 신임 참모총장이 되었다. 루덴도르프는 모든 명령은 두 사람이 내린다는 조건으로 참모차장(Generalquartiermeister)에 임명되어 독일의 전쟁 수행을 이끌게 된다. 그들은 함께 이른바 3차 최고 지휘부(Third Supreme Command)를 형성했다.

### 독일을 지배하다
1916년 가을 이후, 힌덴부르크와 루덴도르프는 사실상 독일을 지배하는 군사 독재자가 되었다. 힌덴부르크와 루덴도르프는 힌덴부르크 프로그램과 애국 봉사 법안(독일어: Vaternische Hilfsdient)으로 독일 전체를 통제하려 했으며, 황제도 이들에게 모든 주요 사안을 결정할 수 있도록 권한을 위임했다. 루덴도르프의 직위는 참모차장(Generalquartiermeister)에 불과했지만, 힌덴부르크를 제치고 국사 및 정치 부분에 대해 무소불위의 권력을 행사했다. 제국 정부 각료를 루덴도르프가 경질하는 일도 있었다.
루덴도르프는 영국의 해상봉쇄를 깨기 위해 무제한 잠수함 작전을 입안했는데, 결국 이 작전은 1917년 3월, 미국이 대독 선전포고를 하게 되는 중요한 요소가 되었다. 루덴도르프는 승리한 독일 제국에 의해 동유럽에서 거대한 영토를 병합하고 식민지화할 것을 계획했으며, 폴란드 국경 강탈(Polish Border Strip)의 주요 후원자이기도 했다.
러시아가 1917년에 2월 혁명과 10월 혁명으로 전쟁에서 빠지자 루덴도르프는 독일과 새로운 볼세비키 지도부와 정전 회담에 참가했다. 수많은 협의를 거친 후, 브레스트-리토프스크 조약을 1918년 3월에 체결했다. 그 해 봄, 루덴도르프는 서부 전선에서 미하엘 작전(Operation Michael), 게오르게테 작전(Operation Georgette), 블뤼허 작전 등 미국군이 전선에 배치되기 전에 전쟁을 끝내려고 독일의 마지막 춘계 공세를 계획하고 지휘했다. 1918년 독일군의 춘계 공세는 전쟁을 마무리할 목적으로 시작되었지만, 독일의 전쟁 수행 능력이 붕괴하면서 루덴도르프의 전시 지도력은 점차 빛을 잃어갔다.
공세는 3월 21일에 시작되었다. 독일군은 공세 초기에는 성과를 거두었으나 점차 한계를 드러냈다. 결국 2차 마른 전투(1918년 7월 15일 ~ 8월 7일)에서 불행히도 독일군은 미군이 증원된 연합군의 진격을 막을 수가 없었다. 1918년 8월 8일, 루덴도르프는 전쟁을 이제는 끝내야 한다고 결론냈다. 그는 회고록에서 8월 8일을 "독일군 암흑의 날"이라고 썼다. 그리고 부하들에게 휴전협상을 진행할 동안 현 위치를 사수할 것을 명령했다. 루덴도르프는 때때로 눈물을 보이며 정신 공황 상태를 보였고, 그를 걱정하던 참모들은 정신과 전문의(psychiatrist)를 부르기도 했다.

### 루덴도르프의 몰락과 위로부터 혁명
9월 29일, 루덴도르프는 매우 중요한 결정을 내렸다.. 이날 루덴도르프가 내린 결정은 그 후 몇 년간 국가 기밀이었다. 그날 새벽 루덴도르프는 제국 수상 게오르크 폰 헤르틀링(Georg von Hertling)과 외무대신 파울 폰 힌체(Paul von Hintze)를 벨기에 슈파(Spa)에 주둔하고 있던 독일군 사령부로 불렀다. 힌체는 루덴도르프에게 제국의회 다수파인 사회민주당, 가톨릭중앙당, 진보당을 내각에 입각시켜 민간 정부를 수립해야 우드로 윌슨이 휴전 제안에 동의할 것이라고 제안했고, 루덴도르프가 동의했다 루덴도르프는 패전 책임을 문민 정부에 씌우고, 독일 군부를 지키고자 했다. 독일군은 계속 승리하고 있었는데 좌익이 독일군을 배신하고 항복했다는 이른바 "등 뒤의 비수 전설"이 탄생하는 순간이다. 그렇다고 해도 9월 29일은 독일에서 "위로부터 혁명"이 시작된 날이 되었다. 전쟁이 끝난 후 군부는 상처를 입지 않고 살아 남아 항복한 문민정부를 경질할 수 있다고 루덴도르프는 계산했다. 루덴도르프는 이 계획을 9월 27일 금요일에 세웠고, 다음 날 힌덴부르크와 제국 수상 및 외무대신으로부터 동의를 받았다. 마지막으로 황제로부터 윤허도 받아냈다.
프로이센 왕국은 전쟁 전에 누렸던 왕권을 회복하고 빌헬름 2세 황제가 퇴임할 때까지 왕권을 유지했다. 루덴도르프는 영국이나 프랑스보다 더 나은 조건으로 협상할 수 있을 것이라는 기대로 미국 정부와 직접 협상을 시도했다. 그는 새로 수립할 문민 정부가 미국으로부터 더 나은 평화 조건을 얻어낼 수 있을 것으로 계산했다. 10월 1일, 루덴도르프는 헤르틀링을 사임시키고 바덴의 막스 공(Max von Baden)에게 조각을 위임했다. 막스 공은 정당 정치인은 아니었지만 자유주의 성향의 귀족이었고, 루덴도르프에게 계속 반대했던 사람이었다. 그랬던 관계로, 루덴도르프로부터 조각을 제안받았을 때 놀라지 않을 수 없었다. 막스 공은 휴전 협상안에 반대했으나 10월 4일, 결국 루덴도르프의 제안을 받아들였다. 막스 대공은 내각에 독일 사회민주당 프리드리히 에베르트를 영입하고 10월 5일부터 새 정부를 출범시켰다. 하지만 사회민주당을 비롯한 의회 세력들이 그간 아무런 노력을 하지 않은 것은 아니었다. 사실 전쟁 중후반기부터 사회민주당을 비롯한 의회 다수파들은 헌법 개정을 주 내용으로 하는 민주화를 요구하고 있었다. 그러나 독일군 붕괴가 분명해진 시점에서 독일군을 총지휘하고 있던 루덴도르프가 패전 책임을 떠넘기기 위해 민주화 요구를 받아들이기로 결심한 것이 11월 혁명 이전에 이뤄진 위로부터 혁명이었다.
그러나 루덴도르프는 10월 초에 새 정부가 협상하고 있던 내용을 알고 좌절에 빠졌다. 10월 2일 독일군 최고사령부는 더 이상 버틸 수 없다는 통첩을 막스 공에게 보냈고, 신임 수상 막스 공은 미국에 휴전 협상을 제의했다. 그러나 우드로 윌슨은 "독일의 군사 권력자나 군국주의 독재자와 교섭해야 한다면 독일과 강화 조건에 관해 토의할 수 없으며 무조건 항복해야 한다"고 회답했다. 빌헬름 2세 황제가 퇴위해야 협상을 할 것이라는 퇴위 요구였다. 윌슨은 10월 8일부터 23일까지 세 번 최후 통첩을 보냈는데, 세 번째는 황제 퇴위를 거의 분명하게 요구했다 독일 국내 여론도 완전히 갈라지기 시작했고, 승전 선전에만 익숙했던 시민들은 갑작스러운 휴전 협상 소식에 "배반당했다"라며 울분을 토했다 루덴도르프는 한 달 전과 완전히 다른 입장을 취하기 시작했다. 명예로운 평화를 기대할 수 없었던 루덴도르프는 새 민간 정부를 다시 장악하기 위해 우드로 윌슨 미국 대통령이 제안한 굴욕스러운 휴전 협정 내용을 비난했다. 루덴도르프는 10월 중순에 방어에 유리한 겨울까지 전선을 유지해야 한다고 결정했지만, 민간 정부는 협상을 계속했다.
문민 정부는 자신들이 패전의 책임을 쓰기로 결심했다. 루덴도르프가 의도했던 바대로 이런 굴욕 자세에 대하여 군부로부터 고발을 당할 수 있었다.. 루덴도르프는 이러한 문민 정부에 등을 돌려 윌슨이 마지막 통첩을 보낸 다음 날인 10월 24일 계속 저항할 것임을 군명으로 밝혔다. 상황은 루덴도르프와 막스 대공의 문민 정부 사이 대결로 비화되었다. 이보다 1주일 앞선 10월 17일 루덴도르프도 출석한 내각 회의에서 막스 공은 이렇게 얘기했다.
| “ | 루덴도르프는 사람을 신용할 수 없게 되었다. 오늘 루덴도르프 장군은 휴전 제안과 세계와 독일에 대한 그 파괴적인 영향에 대해서는 한마디도 하지 않은 채 적의 공세와 독일군의 사기 악화의 책임을 휴전 교섭에 뒤집어씌웠다. | ” |

막스 공은 황제에게 자신과 루덴도르프 두 사람 중에서 1명을 선택하라고 요구했다. 황제는 막스 공을 선택했다. 루덴도르프는 10월 26일, 황제에게 사직서를 제출했다. 루덴도르프가 지난 2년간 휘둘렀던 권력의 기반은, 그가 승리를 보장한다는 사실이었다. 그러나 승리에 대한 희망이 사라지자 루덴도르프는 더 이상 권력을 유지할 수 없었다. 9월 29일 이전에는 황제와 충돌했을 때 루덴도르프는 사직서로 황제를 협박하여 자신의 뜻을 관철시킬 수 있었다. 그러나 이제는 "아, 그래, 그럼 그만두게" 같은 대답을 듣는 처지가 되었다. 힌덴부르크도 사직할 것이라고 루덴도르프는 얘기했지만, 황제와 힌덴부르크의 생각은 달랐다. 황제는 힌덴부르크에 "유임하라"고 얘기했고, 힌덴부르크는 이를 받아들였다. 루덴도르프는 힌덴부르크가 자신을 버렸다고 비난했다. 참모본부로 돌아갈때 힌덴부르크가 루덴도르프에게 같이 차를 탈 것을 권했지만, 루덴도르프는 이를 거절했다.
꽁피에뉴 숲에서 휴전협정이 체결된 후 루덴도르프는 독일을 떠나 스웨덴으로 망명했다.

### 전쟁에 대한 회고와 미래 전망
루덴도르프는 망명 중에 전쟁 중 독일군에 대한 많은 책과 논문을 썼다. 그가 쓴 책과 논문들은 이른바 루덴도르프에게 그 책임이 있는 것으로 간주되는 등 뒤의 비수 전설로 알려진 신화의 기초가 되었다. 루덴도르프는 독일이 그의 의견에 따라 방어전을 치러왔으며 빌헬름 2세 황제는 적절한 역선전을 조직하거나 뛰어난 지도력을 발휘하는 데 실패했다고 확신했다.
루덴도르프는 사회민주주의자들 및 좌파 세력을 극도로 혐오했으며, 베르사이유 조약의 굴욕에 대해 그들에게 책임이 있다고 비난했다. 물론 이 비난은 사실과 다른 책임 전가에 불과하다. 루덴도르프는 그들이 비지니스에 더 관심을 쏟았다고 주장했고, 그들이 애국심보다 금융과 제조업에서 창출할 이익에 쏠려 전쟁 수행 노력에 등을 돌렸다고 보았다. 좌파 세력에 초점을 맞춰 루덴도르프는 전쟁 말기에 발생한 봉기에 오싹함을 느꼈고, 전선의 독일군이 붕괴하는 것보다 독일군 사기에 악영향을 준 후방(homefront)이 먼저 붕괴되는 사태를 보았다. 더욱 중요하게 루덴도르프는 대다수 독일인들이 전쟁의 이해관계를 너무 과소평가한다고 느꼈다. 그는 삼국협상(Entente) 이 전쟁을 시작했고, 독일을 완전히 해체할 것이라고 확신했다. 예언이라도 한 것처럼, 루덴도르프는 이런 얘기를 했다.
| “ | 혁명때문에 독일은 국제 관계에서 버림받았다. 20년 이내에 독일 국민은 혁명을 성공시켰다고 자랑스럽게 얘기하는 정당들을 욕하게 될 것이다. | ” |
|   | — "전쟁 회고록", 1914 ~ 1918 |   |

## 정치 경력 - 히틀러의 협력자
루덴도르프는 1920년에 독일로 돌아왔다. 독일로 돌아온 루덴도르프는 짧은 기간 사회주의 공화국이 수립되었다가 군부에 의해 다시 우익 정권이 수립된 바이에른에 머물렀다. 바이마르 공화국은 그와 다른 유명한 장군(아우구스트 폰 마켄젠같은)들과 함께 중국의 국민혁명군을 개혁하기 위해 중국으로 보낼 계획을 세웠다. 그러나 이 계획은 베르사이유 조약의 제약과 유명한 장군들을 용병으로 판다는 이미지 문제로 취소되었다. 그의 인생을 통해, 루덴도르프는 정치인들을 혐오하고 있었고 그들 대다수가 강렬한 애국 정신이 부족하다고 믿고 있었다. 그러나, 루덴도르프는 자신의 정치 철학과 전쟁관 때문에 독일민족주의 같은 극우에 기울었고 나치당과 아돌프 히틀러를 상당한 호의를 가지고 도왔다.
히틀러가 1923년 11월 9일에 일으킨 맥주홀 봉기에 루덴도르프도 참여했다. 음모는 실패로 돌아갔지만, 루덴도르프는 뒤이은 재판에서 무죄석방되었다. 1924년, 그는 민족사회주의자 자유운동(National Socialist Freedom Movement, NSFB) 국회의원으로 선출되어 1928년까지 국회의원으로서 활동했다. 1925년, 루덴도르프는 전 상관이었던 파울 폰 힌덴부르크에 맞서 대통령 선거에 출마했지만 고작 285,793표를 획득하는 데 그쳤다. 루덴도르프의 명성은 봉기 때문에 상처를 받았지만, 그는 힌덴부르크도 가지고 있던 전쟁 영웅 이미지에 의존하여 선거운동은 소극적이었다.

## 말년
1928년 이후 은퇴한 루덴도르프는 나치스와 멀어졌다. 그는 더 이상 히틀러와 만나지 않았으며, 히틀러를 교활한 정치꾼(politician) 중의 한 명으로, 그리고 아마 최악으로 간주했다. 그는 히틀러가 독일 수상으로 지명되었다는 소식을 들었을 때, 힌덴부르크 대통령에게 다음과 같은 전보를 보냈다.
| “ | 히틀러를 제국 수상으로 임명함으로써, 대통령께서는 조국 독일을 가장 위험한 시대로 넘겼습니다. 저는 대통령께 이 악마가 우리의 조국을 심연으로 빠트리고 헤아릴 수 없는 고통을 안겨줄 것이라고 예언하는 바입니다. 미래 세대는 대통령 스스로 무덤을 팠다고 저주할 것입니다. | ” |

아직까지 이 전보의 원문은 발견되지 않았다. 이 내용을 언급하고 있는 1차 사료(first sources) 중 하나는 나치 시대에 폴란드 총독과 무임소장관(Reichsminister)을 역임한 한스 프랑크가 작성한 것이었다. 한스 프랑크는 전범으로 처형당하기 직전 쓴 회고록에서 이 전보에 대해 썼다. 아마 더 신뢰할 수 있는 소스로는 루덴도르프와 가까운 동료였던 빌헬름 브로이커(Wilhelm Breuker) 대위가 1953년에 쓴 회고록일 것이다. 그는 이 회고록에서 전보의 존재에 대해서 언급했다.
말년에 루덴도르프는 몇 권의 책을 쓰고, 1925년에 창설한 극우 정치 단체인 타넨베르크 연맹(Tannenbergbund)를 이끌면서 두 번째 부인 마틸데 폰 켐니츠(1874년 ~ 1966년)과 별거 상태에 들어갔다. 루덴도르프는 세계의 문제가 기독교 때문에 발생한 것이라고 믿었다. 특히 예수회와 가톨릭, 유대교, 프리메이슨을 주범으로 지목했다. 마틸데와 함께 "신의 지식을 위한 모임(독일어: Bund für Gotteserkenntnis, 영어: Society for the Knowledge of God)을 만들기도 했다. 이 단체는 오늘날에도 남아 있다.
뮌헨 봉기 이후 루덴도르프가 히틀러를 멀리하자, 히틀러는 루덴도르프의 지지를 다시 얻기 위해 1935년에 그를 비공식 방문하여 원수(feldmarshal)를 제안했다. 격노한 루덴도르프는
| “ | 원수는 태어나는 것이지 만들어지는 것이 아니다! | ” |

고 버럭 소리질렀다.
1937년에 뮌헨에서 간암으로 사망, 투칭(de)의 신설묘지 (Neuerr Friedhof)에 묻혔다. 그의 솔직한 바람과 상관없이 히틀러가 장례식에 참가했는데 히틀러는 추모사는 거절했다.

## 저서
- Destruction of Freemasonry, through revelation of their secrets[14]
- 독일어: Auf dem Weg zur Feldherrnhalle. Lebenserinnerungen an die Zeit des 9.11.1923 mit Dokumenten in 5 Anlagen von General Ludendorff.
- The coming war(독일어: Weltkrieg droht auf deutschem Boden)
- 독일어: DAS GROSSE ENTSETZEN - die Bibel nicht Gottes Wort!
- The General Staff and Its Problems
- Ludendorff's Own Story, August 1914-November 1918: The Great War from the Siege of Liege to the Signing of the Armistice as Viewed from the Grand Headquarters of the German Army, volume I et II.
- 독일어: Meine Kriegserinnerungen 1914-1918(My war memories, 1914-1918)
- 독일어: Der Totale Krieg, 1936
- 독일어: Deutsche Abwehr: Antisemitismus gegen Antigojismus, 1934.
- 독일어: Kriegshetze und Volkermorden in den letzten 150 Jahren by Erich (1865-1937)
- The nation at war(독일어: Der totale Krieg)

## 같이 보기
- 제1차 세계 대전
- 파울 폰 힌덴부르크
- 타넨베르크 전투
- 미하엘 작전
- 리에주 요새 공방전
- 뮌헨 폭동
- 1925년 독일 대통령 선거

## 주해
1. ↑  지금은 폴란드의 포즈난이다. 제2차 세계 대전 이후 폴란드로 편입되었다.
2. ↑  바바라 터치맨(Barbara Tuchman, 1912년 1월 30일 ~ 1989년 2월 6일)은 미국의 역사학자로서 제1차 세계 대전을 다룬 《8월의 포성(The Guns of August)》으로 퓰리처상 일반 논픽션 부분을 수상했다.
3. ↑  제2차 세계 대전 이후 소련에 귀속되었으며, 현재 이름은 칼리닌그라드이다
4. ↑  본래 제1차 세계 대전 중에 독일 육군 총사령부(독일어: Oberste Heeresleitung, OHL)이지만, 힌덴부르크와 루덴도르프를 지칭하는 말로도 사용된다고 한다.
5. ↑  독일이 제1차 세계 대전 승리 후에 폴란드 의회(Congress Poland)로부터 병합하기를 원했던 지역이다. Congress Poland는 과거 폴란드 왕국을대신하여 폴란드를 대표하는 의회였다.
6. ↑  10월 혁명 당시 레닌을 러시아로 몰래 들여보낸 당사자가 독일군이었다. 러시아를 전쟁에서 이탈시키기 위해 독일군은 볼세비키와 손잡았던 것이다.
7. ↑  서울대학교 서양사학과 교수
8. ↑  오인석[주 7] 은 "독일 역사상 가장 중요한 날"이라면서 히틀러가 정권을 장악한 1933년 1월 30일이나 독일이 항복한 1945년 5월 8일에 견주고 있다.[6]
9. ↑  당시 독일 국왕은 군부 독재 체제를 수립한 루덴도르프에게 거의 모든 실권을 넘겨주고 명목상 자리만 차지하고 있었다
10. ↑  당시 미국의 우드로 윌슨 대통령은 독일이 권위주의 체제를 폐지하고 민주 정부를 수립할 것을 평화 협상 조건으로 내걸고 있었다.
11. ↑  entente란 단어를 첫 글자를 대문자로 하여 Entente로 쓰면 제1차 세계 대전 당시 삼국협상을 뜻한다. entente를 보통 명사로 쓸 경우 정부간 협상/협약이란 뜻이다.
12. ↑  중화민국과 독일의 유착 관계는 오래 기간 유지되었다. 히틀러 정권도 중화민국과 상당한 우호 관계를 유지했으며, 많은 군수품을 국민당측에 수출하기도 했다. 중일전쟁과 제2차 세계 대전 기간 중 국민당군은 특유의 철모를 비롯한 많은 독일제 장비를 사용하여 일본군과 싸웠다
13. ↑  NSFB는 나치당과 독일 인민 자유당(German Völkisch Freedom Party)의 연합체로서, 나중에 돌격대 사령관이 된 에른스트 룀도 이때 국회의원이 되었다.
14. ↑  두 사람의 관계는 1918년 10월에 루덴도르프가 사임할 당시 힌덴부르크가 같이 사임하자는 루덴도르프의 요구를 거절하고 황제 편에 서면서 틀어졌다
15. ↑  politician이라는 말에는 한국어로는 경멸조로 정치쟁이, 모사꾼, 출세주의자 같은 뜻도 포함되어 있다.
16. ↑  루덴도르프가 힌덴부르크에게 보냈다는 이 전보의 신뢰성에 대해 논란이 있다는 뜻이기도 하다.

## 역대 선거 결과
| 선거명      | 직책명        | 대수 | 정당            | 득표율 | 득표수    | 결과 | 당락 |
| ----------- | ------------- | ---- | --------------- | ------ | --------- | ---- | ---- |
| 1925년 선거 | 독일의 대통령 | 2대  | 독일 민족자유당 | 1.1%   | 285,793표 | 7위  | 낙선 |

## 참고 자료
- (영어) Ludendorff, Erich (1971). 《Ludendorff's Own Story: August 1914–November 1918; the Great War from the siege of Liège to the signing of the armistice as viewed from the grand headquarters of the German Army》. Freeport, NY: Books for Libraries Press. ISBN 0-8369-5956-6. 독일어판에서 영어로 번역됨
- (영어) Ludendorff, Erich. (1931). 《The Coming War(독일어: Weltkrieg droht auf deutschem Boden)》. Faber and Faber. 독일어판에서 영어로 번역됨
- (영어) Ludendorff, Erich. (1936). 《The Nation at War(독일어: Der totale Krieg)》. London: Hutchinson. 독일어판에서 영어로 번역됨
- (영어) Goodspeed, Donald J. (1966). 《Ludendorff: Genius of World War I》. Boston, MA: Houghton Mifflin.
- (영어) Lee, John (2005년 3월). 《The Warlords: Hindenburg and Ludendorff》. London: Orion Books. ISBN 0-297-84675-2.
- (영어) Asprey, Robert B. (1991). 《The German High Command at War: Hindenburg and Ludendorff and the First World War》. New York: W. Morrow. ISBN 0-688-08226-2.
- (한국어) 오인석 (1997년 12월 20일). 〈제1장〉. 《바이마르 공화국의 역사》 초 1쇄판. 서울특별시: 도서출판 한울.